# Paraguay op de Olympische Zomerspelen 1992
Paraguay nam deel aan de Olympische Zomerspelen 1992 in Barcelona, Spanje. Het was de zesde deelname van het Zuid-Amerikaanse land, dat opnieuw geen medaille wist te winnen. Voor het eerst waren namens Paraguay ook vrouwen actief op het olympisch toernooi.

## Deelnemers en resultaten

### Atletiek
| Olympiër            | Discipline       | Resultaat | Prestatie                             |
| ------------------- | ---------------- | --------- | ------------------------------------- |
| Ramón Jiménez-Gaona | discuswerpen (m) | 16e       | kwalificatie groep A: 9de met 59,78m  |
| Nery Kennedy        | speerwerpen (m)  | 30e       | kwalificatie groep B: 15de met 65,00m |
|                     |                  |           |                                       |
| Natalia Toledo      | verspringen (v)  | 27e       | kwalificatie groep B: 15de met 5,73m  |

### Judo
| Olympiër         | Discipline | Resultaat | Prestatie                            |
| ---------------- | ---------- | --------- | ------------------------------------ |
| Vicente Céspedes | -65kg (m)  | 36e       | 1ste ronde: V van POR Almeida: ippon |

### Schermen
| Olympiër             | Discipline | Resultaat | Prestatie |
| -------------------- | ---------- | --------- | --- |
| José Marcelo Álvarez | degen (m)  | 66e       | 1ste ronde groep 4: 7de V van HUN Kulcsár: 2-5 V van GER Felisiak: 2-5 V van IRL O'Brien: 4-5 V van USA Marx: 3-5 V van ESP Pereira: 4-5 V van POR Bandeira: 3-5     |
| Enzo da Ponte        | degen (m)  | 68e       | 1ste ronde groep 5: 7de V van COL Rivas: 4-5 V van ROU Pop: 4-5 V van ITA Randazzo: 1-5 V van NZL McLean: 1-5 V van SUI Jacquet: 3-5 V van LIB Youssef: 1-5          |
| José Marcelo Álvarez | flroet (m) | 56e       | 1ste ronde groep 4: 7de V van ITA Borella: 4-5 V van POL Kiełpikowski: 1-5 V van CUB Gregory: 1-5 V van ESP Bravo: 3-5 V van CHN Haibin: 3-5 V van RSA Torrente: 4-5 |
| Enzo da Ponte        | flroet (m) | 54e       | 1ste ronde groep 3: 6de V van HUN Érsek: 1-5 V van GBR Davis: 1-5 V van GER Wagner: 0-5 V van AUT Richter: 2-5 V van USA Bravin: 2-5 W van SIN Wong: 5-4             |

### Tennis
| Olympiër                             | Discipline     | Resultaat | Prestatie                                         |
| ------------------------------------ | -------------- | --------- | ------------------------------------------------- |
| Rossana de los Ríos Larissa Schaerer | dubbelspel (v) | 17e       | 1ste ronde: V van FRA Demongeot/Tauziat: 1-6, 6-7 |

### Voetbal
| Olympiër | Discipline | Resultaat | Prestatie                                                                                             |
| --- | ---------- | --------- | --- |
| Guido Alvarenga Francisco Arce Celso Ayala Arsenio Benítez Harles Bourdier Mauro Caballero Jorge Luis Campos Andrés Duarte Francisco Ferreira Carlos Gamarra Juan Ramón Jara Juan Marecos Gustavo Neffa Rubén Ruiz Ricardo Sanabria Hugo Sosa Julio César Yegros | mannen     | 6e        | groep C: 2de G van Zweden: 0-0 G van Zuid-Korea: 0-0 W van Marokko: 3-1 kwartfinale: V van Ghana: 2-4 |

| Groep C |            |             |             |             |             |            |            |            |        |
| #       | Land       | Wedstrijden | Wedstrijden | Wedstrijden | Wedstrijden | Doelpunten | Doelpunten | Doelpunten | Punten |
| #       | Land       | G           | W           | G           | V           | V          | T          | Saldo      | Punten |
| 1       | Zweden     | 3           | 1           | 2           | 0           | 5          | 1          | +4         | 4      |
| 2       | Paraguay   | 3           | 1           | 2           | 0           | 3          | 1          | +2         | 4      |
| 3       | Zuid-Korea | 3           | 0           | 3           | 0           | 2          | 2          | 0          | 3      |
| 4       | Marokko    | 3           | 0           | 1           | 2           | 2          | 8          | -6         | 1      |

| Ronde       | Datum     | Plaats   | Land | Score      | Land |
| ----------- | --------- | -------- | ---- | ---------- | ---- |
| Groepsfase  |           |          |      |            |      |
| 26 juli     | Barcelona | Zweden   | 0-0  | Paraguay   |      |
| 28 juli     | Valencia  | Paraguay | 0-0  | Zuid-Korea |      |
| 30 juli     | Valencia  | Paraguay | 3-1  | Marokko    |      |
| Kwartfinale |           |          |      |            |      |
| 2 augustus  | Zaragoza  | Paraguay | 2-4  | Ghana      |      |

### Zwemmen
| Olympiër      | Discipline           | Resultaat | Prestatie                |
| ------------- | -------------------- | --------- | ------------------------ |
| Marcos Prono  | 100m schoolslag (m)  | 47e       | serie 1: 1ste in 1.02,72 |
| Marcos Prono  | 200m schoolslag (m)  | 39e       | serie 1: 2de in 2.15,25  |
| Alan Espínola | 100m vlinderslag (m) | 64e       | serie 1: 4de in 1.01,38  |
| Alan Espínola | 200m vlinderslag (m) | 42e       | serie 1: 3de in 2.11,88  |

Albanië · Algerije · Amerikaanse Maagdeneilanden · Amerikaans-Samoa · Andorra · Angola · Antigua en Barbuda · Argentinië · Aruba · Australië · Bahama's · Bahrein · Bangladesh · Barbados · België · Belize · Benin · Bermuda · Bhutan · Bolivia · Bosnië en Herzegovina · Botswana · Brazilië · Britse Maagdeneilanden · Bulgarije · Burkina Faso · Canada · Centraal-Afrikaanse Republiek · Chili · China · Chinees Taipei · Colombia · Congo-Brazzaville · Cookeilanden · Costa Rica · Cuba · Cyprus · Denemarken · Djibouti · Dominicaanse Republiek · Duitsland · Ecuador · Egypte · El Salvador · Equatoriaal-Guinea · Estland · Ethiopië · Fiji · Filipijnen · Finland · Frankrijk · Gabon · Gambia · Gezamenlijk team · Ghana · Grenada · Griekenland · Groot-Brittannië · Guam · Guatemala · Guinee · Guyana · Haïti · Honduras · Hongarije · Hongkong · Ierland · IJsland · India · Indonesië · Irak · Iran · Israël · Italië · Ivoorkust · Jamaica · Japan · Jemen · Jordanië · Kaaimaneilanden · Kameroen · Kenia · Koeweit · Kroatië · Laos · Lesotho · Letland · Libanon · Libië · Liechtenstein · Litouwen · Luxemburg · Madagaskar · Malawi · Malediven · Maleisië · Mali · Malta · Marokko · Mauritanië · Mauritius · Mexico · Monaco · Mongolië · Mozambique · Myanmar · Namibië · Nederland · Nederlandse Antillen · Nepal · Nicaragua · Nieuw-Zeeland · Niger · Nigeria · Noord-Korea · Noorwegen · Oeganda · Oman · Oostenrijk · Pakistan · Panama · Papoea-Nieuw-Guinea · Paraguay · Peru · Polen · Portugal · Puerto Rico · Qatar · Roemenië · Rwanda · Saint Vincent‑Grenadines · Salomonseilanden · Samoa · San Marino · Saoedi-Arabië · Senegal · Seychellen · Sierra Leone · Singapore · Slovenië · Soedan · Spanje · Sri Lanka · Suriname · Swaziland · Syrië · Tanzania · Thailand · Togo · Tonga · Trinidad en Tobago · Tsjaad · Tsjecho-Slowakije · Tunesië · Turkije · Uruguay · Vanuatu · Venezuela · Verenigde Arabische Emiraten · Verenigde Staten · Vietnam · Zaïre · Zambia · Zimbabwe · Zuid-Afrika · Zuid-Korea · Zweden · Zwitserland · Onafhankelijke olympische deelnemers